# Béla Weiner
Béla Weiner, född 1896, död 1979, var en ungersk ishockeyspelare. Han var med i det ungerska ishockeylandslaget som kom på elfte plats, vilket innebar sista plats, i Olympiska vinterspelen 1928 i Sankt Moritz.